# Chilanga (Distrikt)
Chilanga ist einer von sechs Distrikten in der Provinz Lusaka in Sambia. Er hat eine Fläche von 1354 km² und 225.280 Einwohner (2022). Seine Hauptstadt ist Chilanga. Er wurde im Zuge von Reformen von dem Distrikt Kafue abgespaltet.

## Geografie
Der Distrikt liegt auf einer Höhe von etwa 1100 m bis 1200 m über dem Meeresspiegel. Einen Teil der Nordostgrenze bildet der Fluss Chunga, und einen Teil der Westgrenze der Mwembeshi.
Er grenzt im Süden an den Distrikt Kafue, im Osten an Lusaka, im Norden an Chibombo und im Westen an Shibuyunji. Die letzten beiden liegen in der Zentralprovinz.
Chilanga ist in 6 Wards aufgeteilt:
- Chilanga
- Chilongolo
- Chinyanja
- Nakachenje
- Namalombwe
- Nyemba